# レギュラー (お笑いコンビ)
レギュラーは、吉本興業東京本部に所属する日本のお笑いコンビ。2人とも京都府出身。

## メンバー
西川 晃啓（にしかわ あきひろ、1979年8月11日 - ）（46歳）
ツッコミ担当、立ち位置は向かって右。
京都府京都市出身。身長180cm。血液型A型。
京都市立洛南中学校、京都府立鳥羽高等学校卒。
ネタでは気絶するのが定番。これは河本準一（次長課長）が行っていた「ウケなかったときに急に寝る」というネタがきっかけで生まれた。
かつては角刈りがトレードマークだった。衣装はジャケットとTシャツとジーンズ。
THE YELLOW MONKEY、サッカープレミアリーグ、東野圭吾のファン。
関西出身だが、プロ野球は読売ジャイアンツファン。
松本 康太（まつもと こうた、1979年5月16日 - ）（46歳）
ボケ・ネタ作り担当、立ち位置は向かって左。
京都府乙訓郡大山崎町出身。身長170cm。血液型B型。
京都両洋高等学校卒業。
坊主頭が特徴。衣装はワイシャツにネクタイ。
2007年9月28日発売の写真週刊誌｢フライデー｣において、未成年淫行疑惑が報道される。しかし吉本はこれを完全否定すると共に、｢名誉毀損等のため法的手段を講ずる予定｣としていた（実際には行われなかった）。
「気絶ネタ」は当初は松本が行っていた。しかし、喉を痛めてドクターストップがかかったため、西川が行うようになった。
生まれてから一度も歯を磨いたことがない。

## 来歴
1998年、大阪NSCに入学（21期生）。同年にコンビ結成。
1999年から2003年にかけてTBS系列で放送されていた『ガチンコ!』の1コーナー「ガチンコ漫才道」という芸人養成企画に出演。後に知名度を得た者としては他に山里亮太（南海キャンディーズ、当時足軽エンペラー）、同期の天津などがいる。
2004年、『めちゃ2イケてるッ!』（フジテレビ系列）のコーナー「笑わず嫌い王決定戦」へ、磯野貴理子のリクエストとして出演。東京では全くの無名だったが、代表的なネタ「あるある探検隊」が大ブレイク。その後、多数のテレビ番組・ラジオ番組に出演し続け一躍人気者となる。
2005年、初の単行本「あるある探険隊」を出版。第35回NHK上方漫才コンテストで優勝。「あるある探検隊」を封印し、正統派漫才で優勝を勝ち取った。10月、所属する劇場・baseよしもとの芸人ランク分けの最高位である「トップ組」に昇進。
2006年3月28日、単行本「あるある探険隊2」を出版（特典として、西川の脇の臭いつきトレーディングカードを封入）。7月21日、真島茂樹とグループを組み「ニューシングル『愛キラキラ』」をリリース。10月いっぱいでbaseよしもとを卒業。
2010年4月スタートの番組『紳助社長のプロデュース大作戦!』の宮古島を盛り上げるという企画によって、MCの島田紳助による命令で宮古島へ2年間の予定で移住。最終的に約1年間に渡って民宿『夢来人』を運営した。
2025年6月6日、埼玉県横瀬町の横瀬町観光大使に任命される（日本一歩きたくなる町大使）

## ネタ

### ツカミ
登場時に西川が普通に自己紹介して、松本は「哺乳類の気持ちならある程度わかる、レギュラーです」「基本的に歯が黄色いレギュラーです」「大好物は着色料、レギュラーです」「ハリウッド女優はたいがい孤独、レギュラーです」「好きな飲み物は、お湯。レギュラーです」など多少意味不明の自己紹介を行う。また「僕たちKinKi Kidsと同じ年なんです」など客席を騒然とさせる自己紹介も行う。

### あるある探検隊
1. まず最初に西川が、「緊張してきた」などと口走りつつ、目を半開きにした顔をして左手を斜め前方にあげ、「フグゥー」と唸って「気絶」を表すポーズをとる。
2. すると相方の松本は、この気絶状態から西川を解放するために「あるある探検隊」を始める。松本が言う「あるあるさんとこの、探検隊を呼ばなあかん」が恒例となっている。
3. 松本は腰と両腕を前後に大きく振りながら「デュデュビデュバデュビ」と掛け声をかけ、続いて「ハィ! ハィ! ハイ、ハイ、ハイ!」 というかけ声に合わせて横にいる西川に手を順次に置き（手の置き方は『左手→右手』）、松本が「ワオ!」と叫び、足を踏み出して（足の踏み出し順は『左足→右足』）松本の顔芸（顔の向き順は『左側（お客と反対側）→右側（お客側）』）をはさみ、行進をするように大きく腕を振って「あるある探検隊! 」[注 1]と呼称してネタにつながる。
これはかなりインパクトのあるネタの間のクッションと言える（代表例としてオリエンタルラジオの「武勇伝 武勇伝 武勇デンデンデデンデン」などがあげられる。アレックス・ラミレスもクッションの部分をヒーローインタビュー時にお立ち台でしていた）。
4. ネタの内容は、語呂のよい一定のリズムに乗せて短い「あるあるネタ」（代表的なものは高齢者をネタにしたあるあるネタなど）を言う事で観客の共感を得て笑いを獲る。かと思いきや、全然あるあるネタになっていないことで笑いを獲るパターンもある（西川はこれを「ないないネタ」と呼んでいる）。両者を判別するには西川のセリフが「これあるな」か「ないって!」かで見分けられる。『エンタの神様』ではないないネタは全く出てこない。

なお、元来は正統派上方漫才コンビであり、テレビに出るため顔芸やリズム、動きなど「卑怯な手を全部使ってしまえ」と編み出したのが「あるある探検隊ネタ」である。『めちゃ2イケてるッ!』で全国区になってしまったため止めるに止められなくなってしまったが、とある師匠にあれは漫才じゃないと怒られた経験からの舞台や、フレーズが当番組を連想させる『発掘!あるある大事典』がやらせ・捏造問題で打ち切られた2007年当時は封印していた時期もある。

## エピソード
M-1グランプリには2001年から出場、5度準決勝まで進出している。敗者復活戦では「あるある探検隊」を封印し、正統派のしゃべくり漫才を披露していた。なお、2006年から2008年は出場していない。近年ではM-1グランプリ東京予選でのMCを務めており、M-1開幕を西川の気絶顔で宣言するのが恒例となっている。近年では決勝戦でも番組開始前の前説として出演している。
漫画『NARUTO -ナルト-』に登場したことがある。『スーパーマリオくん』にも一時的にパロディが多く存在していた。
千原兄弟主催のトークイベント「チハラトーク」ゲスト出演時に、「『ネプリーグ』の収録で西川きよしと共演した時、同じ名字のよしみから成り行きで西川からコラボネタに付き合わされた」というエピソードを披露してそれに興味を持った千原ジュニアが同番組へ出演した際、同番組スタッフと共に未公開シーンを確認するも実際に西川とレギュラーが共演していた回はあったが、レギュラーが話したエピソードに該当するシーンが一切なくこれを不審に思った千原兄弟が後日レギュラーを問い質したところ、特に人前で話せるような面白いエピソードがなくて困った末にでっちあげたものだったことが発覚した。この事件の一部始終は、『人志松本の○○な話』内の「ゾッとする話」にてジュニアによって話されている。それを聞いて松本人志（ダウンタウン）は「何か、頭を抱える話やな」とコメントした。
2人共同い年かつ同じ京都出身のため学生時代からの友人と思われがちだが、出会ったのはNSCである。
2009年8月9日放送回『マルコポロリ!』で、事務所の先輩である東野幸治がレギュラーの近状を明かした。東野によるとレギュラーは芸人としての仕事が激減して重度の生活苦に陥っており、西川はクーラー取り付けのアルバイト、松本は釣りで獲った魚を食べて生活している。2006年の人気絶頂時に『ジャイケルマクソン』へ出演し、3年後の自分を語った時の発言が元ネタの冗談と思われる。別の番組では「月収が全盛期の100分の1になった事がある」と話していた。
河本準一（次長課長）のボランティア活動に同行し、介護施設を慰問したことをきっかけに、2014年に介護職員初任者研修の資格を取得。2017年頃より介護施設での活動を本格化させている。
「あるある探検隊」を持ちネタにしているため、彼らのコンビ名も『あるある探検隊』に間違われることも多い。

## 賞レースの成績
- 2000年 第30回 NHK上方漫才コンテスト優秀賞
- 2001年 M-1グランプリ 準決勝進出
- 2002年 第23回 ABCお笑い新人グランプリ最優秀新人賞
- 2002年 M-1グランプリ 準決勝進出
- 2003年 M-1グランプリ 準決勝進出
- 2004年 M-1グランプリ 準決勝進出
- 2005年 第35回 NHK上方漫才コンテスト最優秀賞
- 2005年 M-1グランプリ 準決勝進出
- 2008年 M-1グランプリ 3回戦進出

## 出演

### テレビ
現在
- レギュラーの全国あるある探検隊（BSよしもと、2022年3月24日- ） - MC・冠番組

過去
- ガチンコ!（TBS系）
- エンタの神様（日本テレビ系、不定期） - キャッチコピーは「進め! あるある探検隊」
- プライスバラエティ ナンボDEなんぼ（関西テレビ、隔週）
- バニラ気分!第1部（フジテレビ）
- スタぴか! THOSE★AMAZING★KIDS!（ytv）
- アッコにおまかせ!（TBS系） - 準レギュラー
- ロンブーの怪傑!トリックスター（テレビ東京系スキバラ枠 金曜日）
- 紳助社長のプロデュース大作戦!（TBS系）[7]

### 映画
- タッチ（再放送:日本テレビ、2005年夏のみ）本編スタート前の映画PRコーナー「タッチ探検隊」のみ

### テレビドラマ
- 着信アリ（2005年・テレビ朝日系、第5話ゲスト出演）
- 危険なアネキ（2005年・フジテレビ系、最終回ゲスト出演）
- ちびまる子ちゃん（2006年・フジテレビ系、松本のみ）
- 芋たこなんきん（2006-07年・NHK）
- 24時間あたためますか?〜疾風怒涛コンビニ伝〜（2008年・日本テレビ系）
- 7人の女弁護士（2008年・テレビ朝日系、第3話ゲスト出演）
- 鈴子の恋（2012年・フジテレビ系、松本のみ）
- 連続ドラマ小説 木下部長とボク（2010年2月11日、ytv制作、日本テレビ、第5話ゲスト出演）

### 特番
- 零のかなたへ〜THE WINDS OF GOD〜（2005年9月、ABC制作、テレビ朝日放送、足のみ）
- レギュラーの香港あるある映画探検隊!（ABC、2006年1月）

### アニメ
- ドラえもん（たまに出演）

### 映画
- 劇場版 NARUTO -ナルト- 大興奮!みかづき島のアニマル騒動だってばよ（ゲスト出演、原作第36巻にも彼らを元にしたと思われるキャラクターが登場している）

### ラジオ
過去
- いくよ・くるよのはりきりフライデー（KBS京都）2005年3月までラジオカーレポーターを担当
- それゆけ!メッセンジャー（MBSラジオ）
- オンスト（木曜日、YES fm Nanba）
- レギュラーの三度目の正直!?（ABCラジオ）
- YOSHIMOTO HYBRID HOUR（Inter FM）

### CM
- ハードディスクプレイヤー（東芝）
- TSUTAYA「ワーナーDVD」
- 古本市場「夏のキャンペーン」（2005年夏）
- 「スパワールド」
- タウン情報誌「ぱーぷる」
- 映画「コックリさん」（ブエナビスタ）
- 映画｢あらしのよるに｣
- 小学館「週刊少年サンデー」
- ナムコ「太鼓の達人7｣
- 資生堂「uno｣
- 武田薬品工業「スコルバ24」
- 静岡県「食育」
- JOYSOUND「ポケメロ」
- 関西マツダ（マツダの大阪府の販売会社）「お得があるある」
- サントリー「BOSS」（2006年9月）
- ロッテリア
- わくわく宝島

### インターネット
- よしもと芸人レギュラーのただいまレギュラー1本目!!（2012年12月-、北参道放送局）

### PV
- 「バッカ」吉井和哉（西川のみ、PV出演）

## 作品

### CD
- 愛キラキラ（真島茂樹とのユニット：マジーとレギュラー名義。浅倉大介プロデュース）
2006年7月、ジェネオンエンタテインメント

### 著書
- B面03（ぴあ刊、2003年8月発売、ISBN 9784835603803）
- あるある探険隊（2005年4月発売、竹書房刊、ISBN 9784812421567）
- あるある探険隊2（2006年3月28日発売、竹書房刊、ISBN 9784812426487）
- レギュラーの介護のこと知ってはります？（2019年7月31日、竹書房）ISBN 9784801919570

### 参考DVD
- レギュラーのあるある探険隊（2005年4月発売、 R and C）

## 単独ライブ
- 2004年9月11日 - 人と人（baseよしもと/大阪）